# Quần đảo Izu

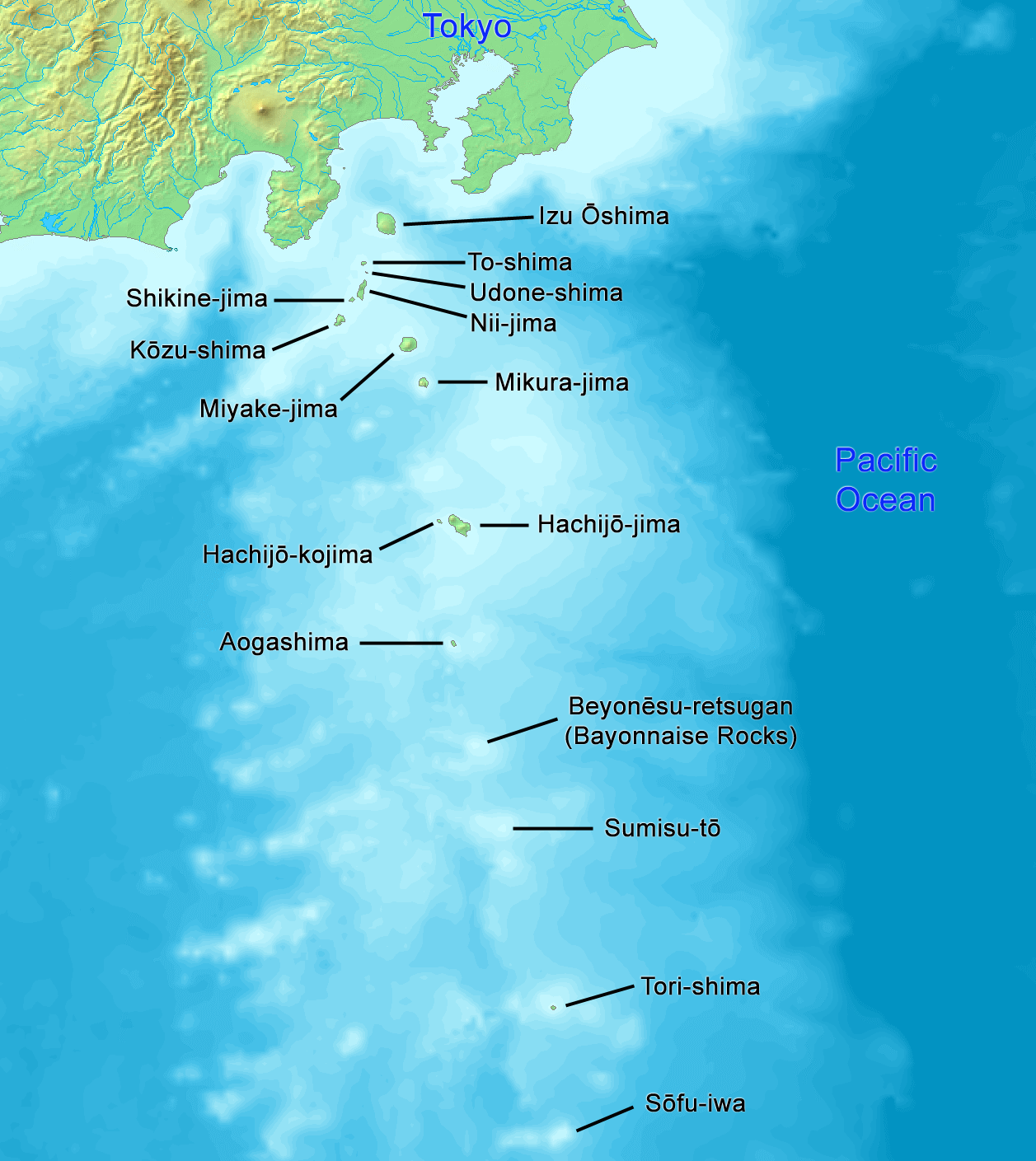
Bản đồ quần đảo

Quần đảo Izu (伊豆諸島 Izu-shotō) là một nhóm những đảo núi lửa chạy dọc theo hướng nam tới đông nam từ bán đảo Izu, Honshū, Nhật Bản.  Về mặt hành chính, quần đảo thuộc quyền quản lý của Tokyo. Đảo lớn nhất là Izu Ōshima. Quần đảo có hơn 12 đảo và tiểu đảo. Chín trong số đó có người sinh sống. Tổng diện tích quản lý hành chính là 400,91 km² với khoảng 28.580 người sinh sống.